# Bitwa pod Beleek
Bitwa pod Beleek – starcie zbrojne, które miało miejsce 7 maja 1689 w trakcie wojny irlandzkiej (1689–1691).
4 maja 1689 gubernator portowego miasta Ballyshannon w hrabstwie Donegal zwrócił się do pułkownika Gustavusa Hamiltona z garnizonu w Enniskillen o pomoc w walce z oddziałem Jakobitów nadciągającym z Connaught. Naprzeciwko Jakobitów wymaszerował oddział podpułkownika Thomasa Lloyda (12 kompanii piechoty, oddział jazdy), który rozbił przeciwnika w starciu pod Beleek dnia 7 maja. Jakobici utracili 120 zabitych i 60 jeńców, a także cały obóz, który został po bitwie splądrowany przez protestantów.